# Making Plans for Nigel
"Making Plans for Nigel" é uma música escrita pelo baixista Colin Moulding, da banda de rock inglesa XTC, lançada junto ao álbum Drums and Wires, de 1979. A letra descreve o ponto de vista dos pais de Nigel, certos de que seu filho está "feliz em seu mundo" e que seu futuro na British Steel é "garantido", evocando mais um futuro enclausurante do que uma promessa de segurança. Em resposta à música, a British Steel reuniu empregados chamados Nigel para falar sobre satisfação no trabalho para uma revista especializada.
A melodia característica da música foi desenvolvida por acidente após uma falha de comunicação entre o guitarrista Andy Partridge e o baterista Terry Chambers. Partridge estava incomodado pelo tempo que estavam gastando na gravação da música, afirmando que esta levou uma semana para sair enquanto o resto do álbum inteiro levou três. De acordo com o guitarrista Dave Gregory, apesar do sucesso do álbum a banda ainda estava tendo dificuldades em lotar shows, ao que Nigel foi destacado pela BBC, levando a banda de volta às paradas.
A música ficou onze semanas na parada UK Singles Chart. A música também chegou à parada canadense Canadian Singles Chart, ficando lá por 22 semanas. Em 2016, a música foi listada entre as 200 melhores dos anos 70 pela Pitchfork.

## Integrantes
Na gravação do álbum, compunham a banda e a equipe técnica:
- Andy Partridge – vocal, guitarra, e sintetizadores
- Colin Moulding – vocal, baixo
- Dave Gregory – guitarra, teclado, voz de fundo
- Terry Chambers – bateria, voz de fundo
- Steve Lillywhite – produtor
- Hugh Padgham – engenheiro de áudio

## Covers
- 1992 – Primus, Miscellaneous Debris
- 1992 – Burning Heads, Burning Heads
- 1995 – The Rembrandts, A Testimonial Dinner: The Songs of XTC
- 1997 – Robbie Williams, Old Before I Die
- 2001 – Al Kooper, Rare & Well Done
- 2004 – Nouvelle Vague, Nouvelle Vague
- 2010 – The Bad Shepherds, By Hook or By Crook

## Paradas
| Parada                          | Melhor posição | Ano  |
| ------------------------------- | -------------- | ---- |
| Reino Unido (UK Singles Chart)  | 17 \|\| 1979   |      |
| Canadá (Canadian Singles Chart) | 12             | 1980 |